# ÖBB 5047/5147 sorozat
Az ÖBB 5047 és 5147 az Osztrák Szövetségi Vasutak (ÖBB) igényeinek megfelelően kifejlesztett négytengelyes dízelmotorkocsi típus. Az 5047 szóló, az 5147 iker-motorkocsi kivitelű. Csekély számban más vasúttársaságok is vásárolták újonnan, később használtan. Becenevei: „Jenbi”, „Jenci”, „Berényi”.

## Története
Az ÖBB 1983-ban adott megrendelést a Jenbacher Werke cégnek 6 darab, a német 627 sorozaton alapuló dízelmotorkocsi szállítására. Az első jármű 1986 decemberére készült el, és Rosenburg/Kamp-ban nemzetközi sajtótájékoztatón mutatták be, állandó menetrend szerinti használata 1987-ben kezdődött. Olyan jármű kifejlesztését kérték, amely a fővonalakon közlekedő távolsági vonatok kényelmét nyújtja a mellékvonalakon is, és lehetővé teszi az egyszemélyes kiszolgálást (ahol a járművezető adja/ellenőrzi a menetjegyeket).
Az 5047 sorozatszámot kapott típusból összesen 100 darabot rendeltek meg, míg az ikermotorkocsi-változat 5147-ből összesen 10 darabot. (Ez 5 ikeregységet jelent. Érdekes módon az ikeregység mindkét fele önálló járműnek minősülve saját pályaszámot kapott, noha a két jármű forgalomban nem bontható.) Az 5047 szólómotorkocsi akkori ára 27 millió schilling volt, míg egy azonos kivitelű vezérlőkocsiért 22 millió schillinget kért volna a gyártó. Ez utóbbi magas ára miatt esett a választás végül az ikerkivitelre. Műszakilag az 5047 és 5147 sorozat szinte teljesen azonos, csak utóbbinál a kocsi egyik végén vezetőállás helyett zárt átjárót alakítottak ki.
Az 5047 és 5147 sorozatok váltották le a kiöregedett 5044, 5144, 5145 és 5046 és 5146 sorozatokat, melyek dízelmotorjai még az SGP cég két világháború közötti harckocsimotor-fejlesztésein alapultak, valamint a szintén elaggott, a német sínbuszokkal azonos 5081 sorozatú járműveket.
Az ÖBB az 5047 sorozatú járműveit az alábbi telephelyekre osztotta szét:
- Bécs-Kelet
- Bécsújhely
- Krems an der Donau
- Graz
- Villach
- Wels

Az 5147-esek honállomása Bécsújhely volt.
A típus 2011-ig teljes létszámban szolgálta az osztrák vasúttársaságot, a balesetekben súlyosan sérült kocsikat is minden esetben helyreállították. Az új Siemens Desiro típus elterjedésével megkezdődött a Jenbacherek forgalomból való kivonása, 2011-ben 7 szóló kocsit, és 2012-ben mind az 5 ikeregységet (10 kocsit) eladtak a GYSEV-nek. 2016-ban egy balesetben súlyosan megsérült ÖBB 5047-es lett a típus első selejtezett példánya, 2023-ig összesen hat kocsi jutott hasonló sorsra. Az osztrák vasúthálózat villamosításának előrehaladásával 2022-től további példányokat is leállítottak, 2023-ig négy darabot.

## Járművek más vasutaknál

### Steiermärkische Landesbahnen(StLB)
A Graz-Weiz vonal kiszolgálására 1990-ben a vasút két évre bérbe vette az ÖBB 5047 014 és 015 pályaszámú járműveit. A vasút 1992-ben két saját motorkocsit is forgalomba állított VT 51 és 52 pályaszámmal (az ÖBB-nél 5047 401–402 pályaszámmal tartják nyilván). A járművek szinte teljesen azonosak az ÖBB járműveivel, eltérés a homlokon lévő viszonylatjelzőben és a belső tér felosztásában, valamint az StLB-szabvány szerinti színezésben (közlekedésivörös, gyöngyházfehér, mentazöld, umbraszürke) mutatkozik.

### Győr–Sopron–Ebenfurti Vasút(GYSEV)
A GYSEV vonalaira bejáró ÖBB-járművek futásának kiegyenlítésére rendelt a társaság két szóló- és egy ikermotorkocsit. A járművek megérkeztéig a GYSEV két használt 5046 és 5146 sorozatú ÖBB-motorkocsit és több 6546 sorozatú vezérlőkocsit vett át az ÖBB-től. A GYSEV szólójárművei az 5047 501 és 502, az ikeregység az 5147 511/512 pályaszámokat kapták. A járművek homlokfalára viszonylatjelző került, ugyanakkor elhagyták belőlük a hidrodinamikus retardert.
2011-ben tovább bővült a GYSEV szólómotorkocsi-flottája, immár 5047-es sorozatszám helyett a 247-es sorozatszámmal, 247 503-247 509 pályaszámokkal közlekednek az ÖBB-től átvett járművek, amelyeken nagyobb módosításokat nem eszközöltek. (Ez azt jelenti, hogy viszonylatjelző nincs továbbra sem e járműveken, viszont hajtóművük az ÖBB-nél is használt, retarderrel felszerelt változat.) Az EÉVB/EVM-120 vonatbefolyásoló rendszer természetesen ezen, egykoron ÖBB járművekben – a magyar jogszabályok miatt – beépítésre került. 2012-ben megvették, és hasonlóan átalakították továbbá az ÖBB mind az öt 5147 sorozatú ikermotorkocsiját (10 kocsit).
2016-2017-ben a cég eladta első két szóló motorkocsiját (5047 501 és 502) a Kárpát Vasút Kft.-nek.
A 2019-es állapot szerint a vasúttársaság a szóló motorkocsikat az 1D jelű (Hegyeshalom-Rajka(-Pozsonyligetfalu)), az 524-es (Sopron-Bécsújhely), valamint reggel és este a 16-os (Szombathely)-Porpác-Csorna-Hegyeshalom) vonalon használja, míg az ikermotorkocsik a 18-as (Szombathely-Kőszeg) vonalon találhatóak meg, valamint két ikermotorkocsit a MÁV vett bérbe a 10-es (Győr-Celldömölk) és 11-es (Győr-Veszprém) vonalakra.

### Nordfriesische Verkehrsbetriebe AG (NVAG)
A társaság 1996-ban állított szolgálatba T4 pályaszámmal egy, az 5047-tel szinte azonos motorkocsit a 13,7 km hosszú Niebüll neg–Dagebüll vonalon. A cég 2003-as csődje után a vonal és a jármű is átkerült a Norddeutsche Eisenbahngesellschafthoz (NEG), mely a CFL Cargo Deutschland leányvállalata. Jelenleg bérbe van adva a Nord-Ostsee-Bahnnak (NOB) és a Niebüll-Tønder vonalon közlekedik. A motorkocsi jellegzetességek a kisméretű 1. osztályú szakasz, a homlok-viszonylatjelző. A járműhöz átalakítottak egy n-Wagen vezérlőkocsit, melynek energiaellátásához aggregátort építettek be az alvázra a hajtott forgóváz és a szoknyalemez közé, a kipufogóját a 2. oldal homlokfalán vezették ki. A járművel a DB-AG vonataihoz/-ról közvetlen kocsikat is továbbítanak. Ha a járműre telepített aggregátor teljesítménye nem elegendő a kocsik energiával történő ellátására, akkor egy kéttengelyes teherkocsiból kialakított fűtőkocsit is továbbít.

### Kárpát Vasút Kft.
A Magyarországon működő magánvasút-társaság 2016-2017-ben megvásárolta a GYSEV 5047 501 és 502 pályaszámú kocsijait, melyekkel a GSM-R rendszer vizsgálati méréseit végzik országszerte.

## Leírása
Az 5047 és 5147 sorozat elsődlegesen mellékvonali személyvonati rendeltetésű, magaspadlós, négytengelyes dízel-motorkocsi. Ausztriában a mellékvonalak megmentőjeként (Nebenbahnretter) is említik. Egyosztályos, másodosztályú termes utastérrel, a kocsi egyik végén többcélú utastérrel rendelkezik, oldalanként két egysávos, távműködtetésű feljáróajtóval a kocsi két végén. Az 5047 szóló, kétvezetőállásos kivitelű, az 5147 ikerkocsi jellegű, az egyik végén vezetőállás nélkül, egy másik kocsival állandó csatlással és zárt átjáróval összekapcsolva. Egyebekben a két sorozat műszakilag megegyezik, és négy motorkocsiig szinkronüzemre alkalmas.
Hajtásáról a padló alatt elhelyezett Mercedes-Benz OM444 illetve MTU 12V183TC12 típusú, 12 hengeres, V-elrendezésű, 21,93 liter hengerűrtartalmú, 419 kW teljesítményű, turbófeltöltős, töltőlevegő-visszahűtéses dízelmotor gondoskodik. Ugyanilyen motor dolgozik a DB 628.2, és töltőlevegő-visszahűtés nélküli kivitelben a DB 627.1 és 628.1 típusú motorkocsikban. Az erőátviteli berendezés kétfokozatú hidrodinamikus nyomatékváltó, hidrodinamikus fékkel kiegészítve. Utóbbi működtetésekor a hűtési teljesítmény fokozása érdekében a vezérlés megnöveli a motorfordulatszámot. A hajtott forgóváz a kocsi többcélú utastérrel ellentétes végén található, és hordozza az Indusi/PZB vonatbefolyásoló berendezés antennáit. A futó forgóváz a többcélú utastér alatt helyezkedik el, és mágneses sínfékkel felszerelt.
A típus a gyártáskor Indusi I60 vonatbefolyásolót, analóg vonali rádiót, és az Ausztriában használt mellékvonali forgalomirányító rendszer (Zugleitbetrieb, ZLB) számára GPS helymeghatározót kapott. A GSM-R rendszerre való áttéréssel kicserélték a rádiót, és 2022-től kezdődően az I60-at PZB90 vonatbefolyásoló váltotta fel, mely Ausztriában 2025. január 1-jétől kötelező.
Az ÖBB számára szállított kocsikon a mellékhelyiség az 5047 061 pályaszámtól kezdődően, valamint az 5147-eseken zárt rendszerű.

## Galéria

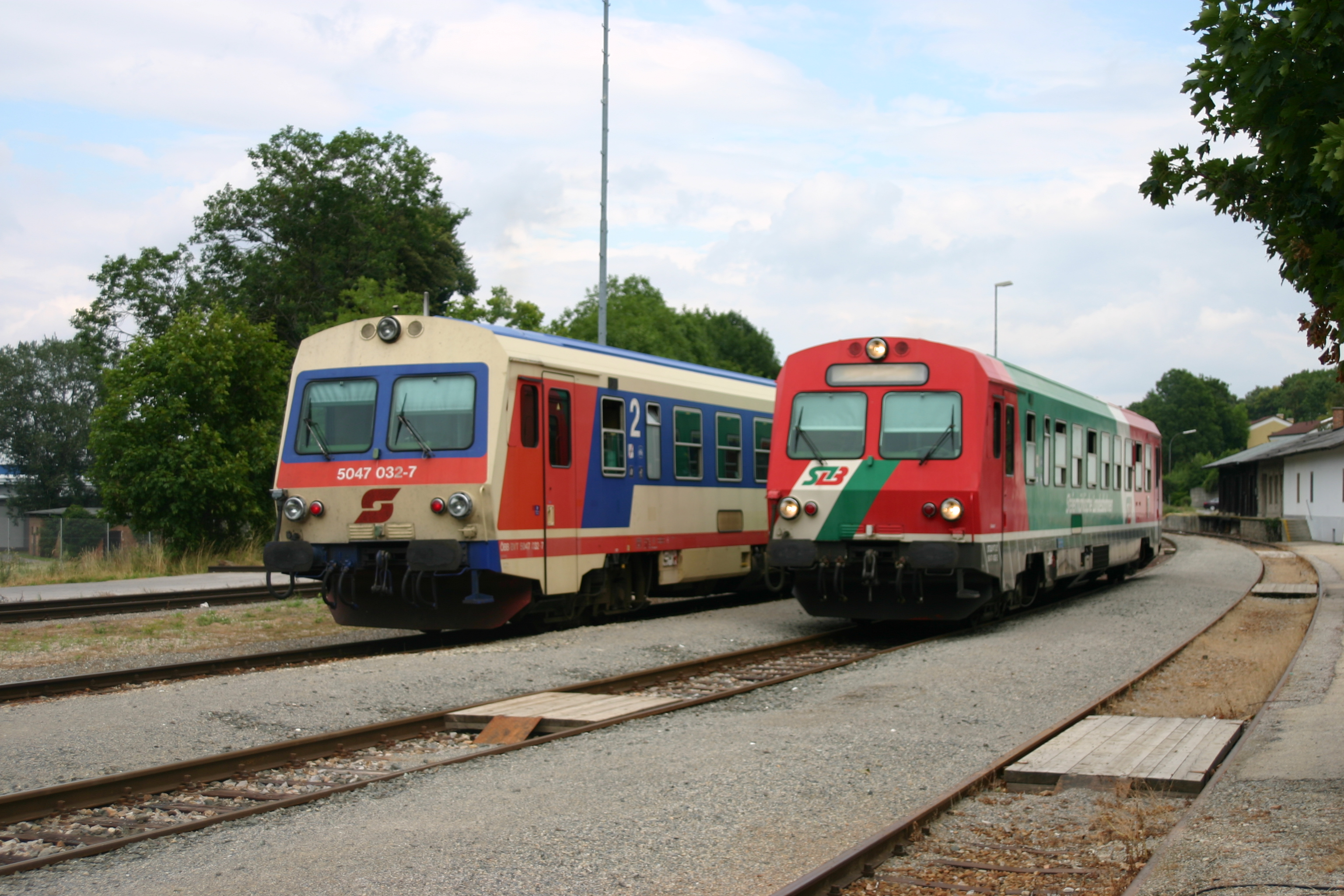
Az ÖBB 5047 032 és az STLB VT 52 (5047.402) pályaszámú motorkocsijai 2006. augusztus 5-én a Leobersdorfer Bahn Enzesfeld-Lindabrunn állomásán
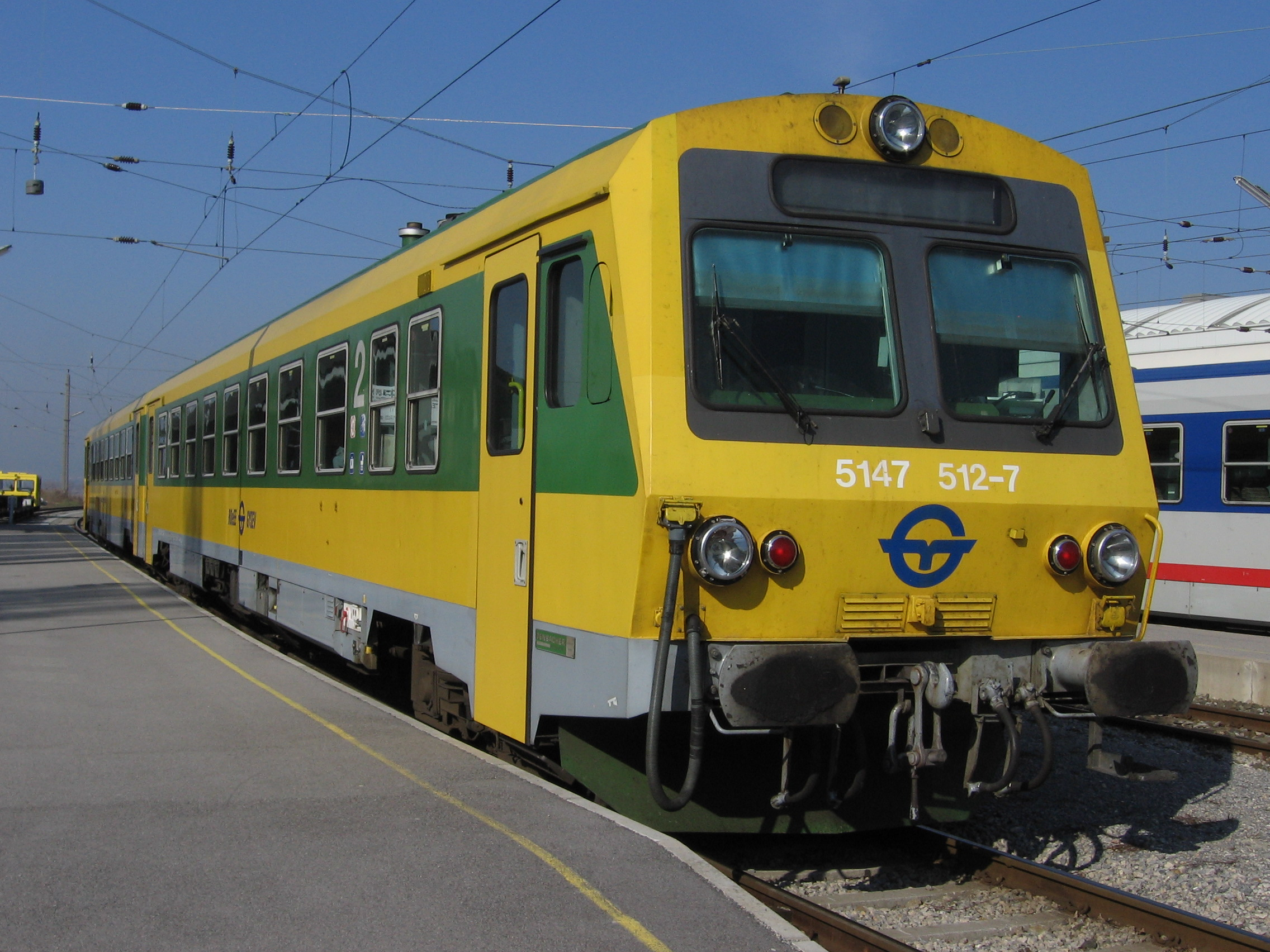
A GYSEV 5147 511/512 pályaszámú ikermotorkocsija...
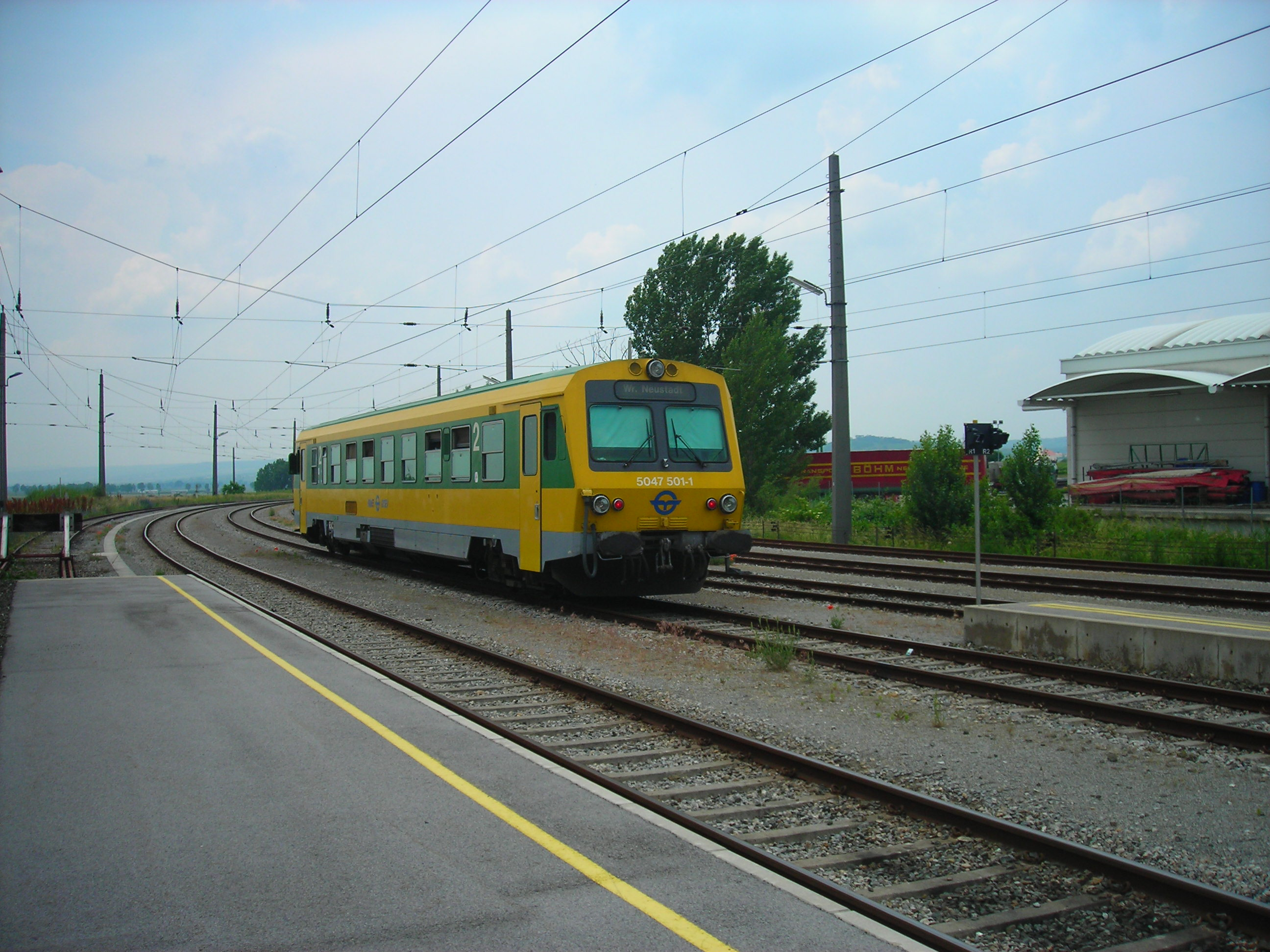
...és egy szóló változata
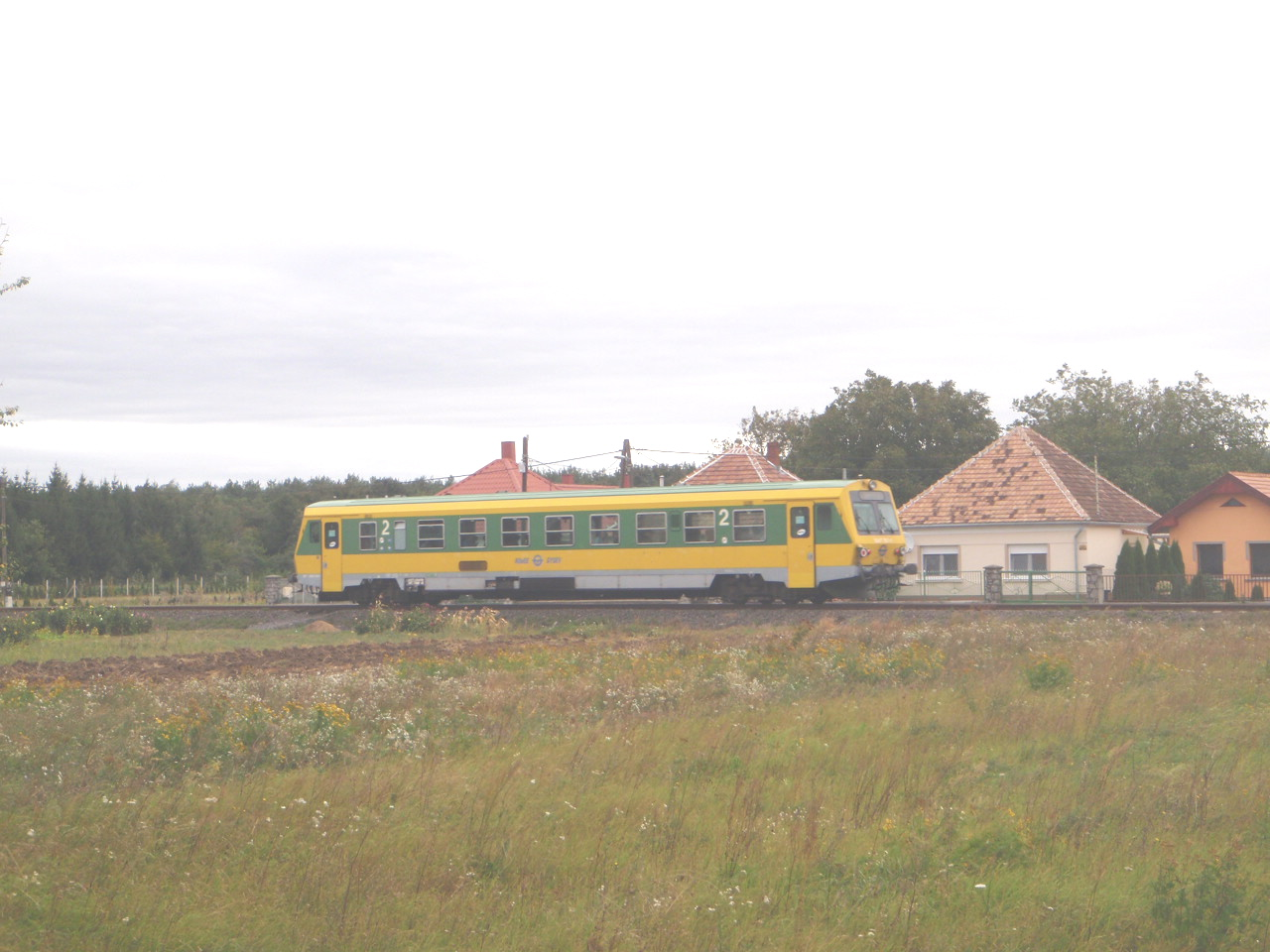
Első útja Szombathely–Kőszeg-vasútvonalon 2011. szeptember 20-án
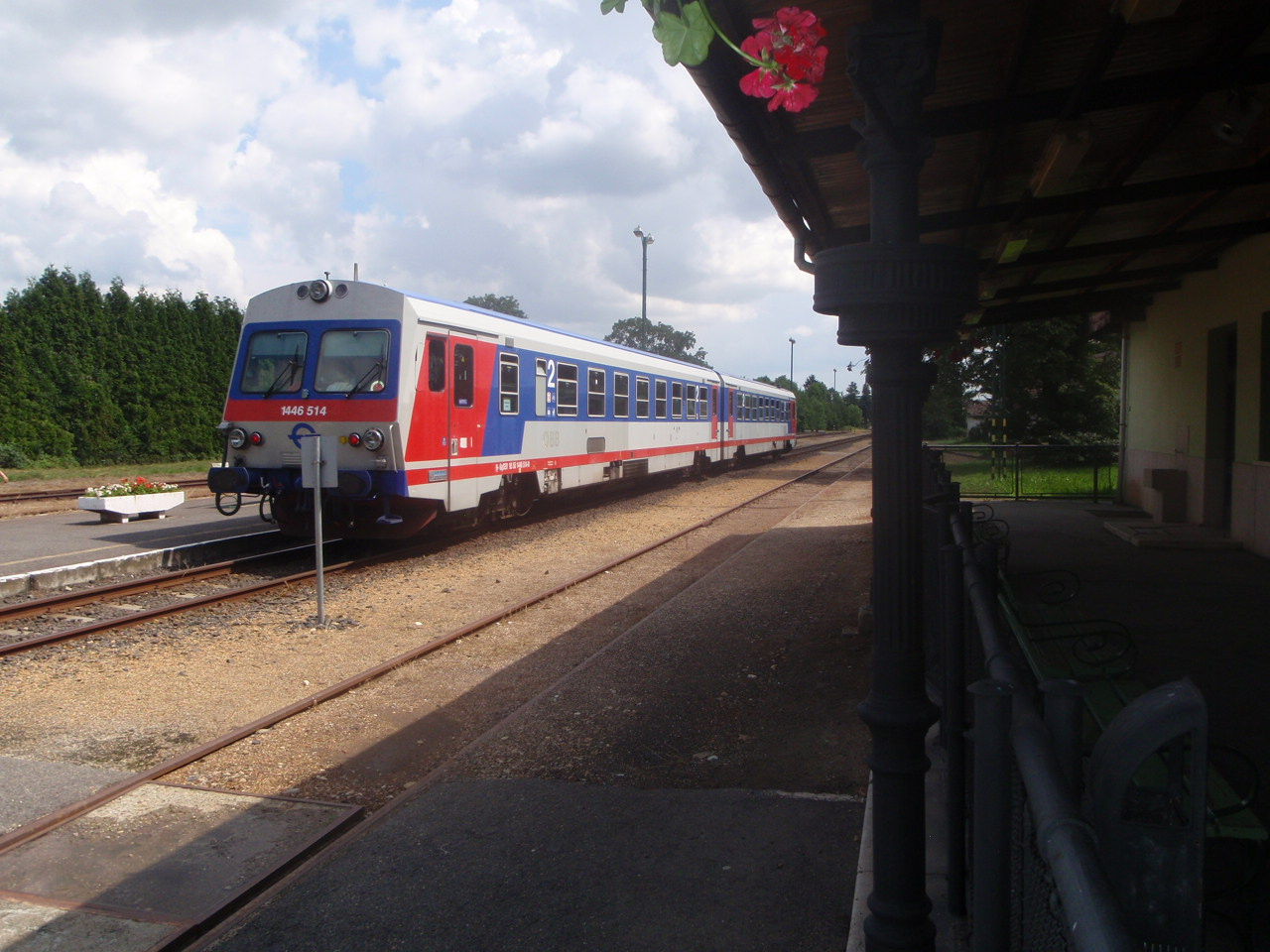
Osztrák festésű Jenbacher a kőszegi vasútállomáson
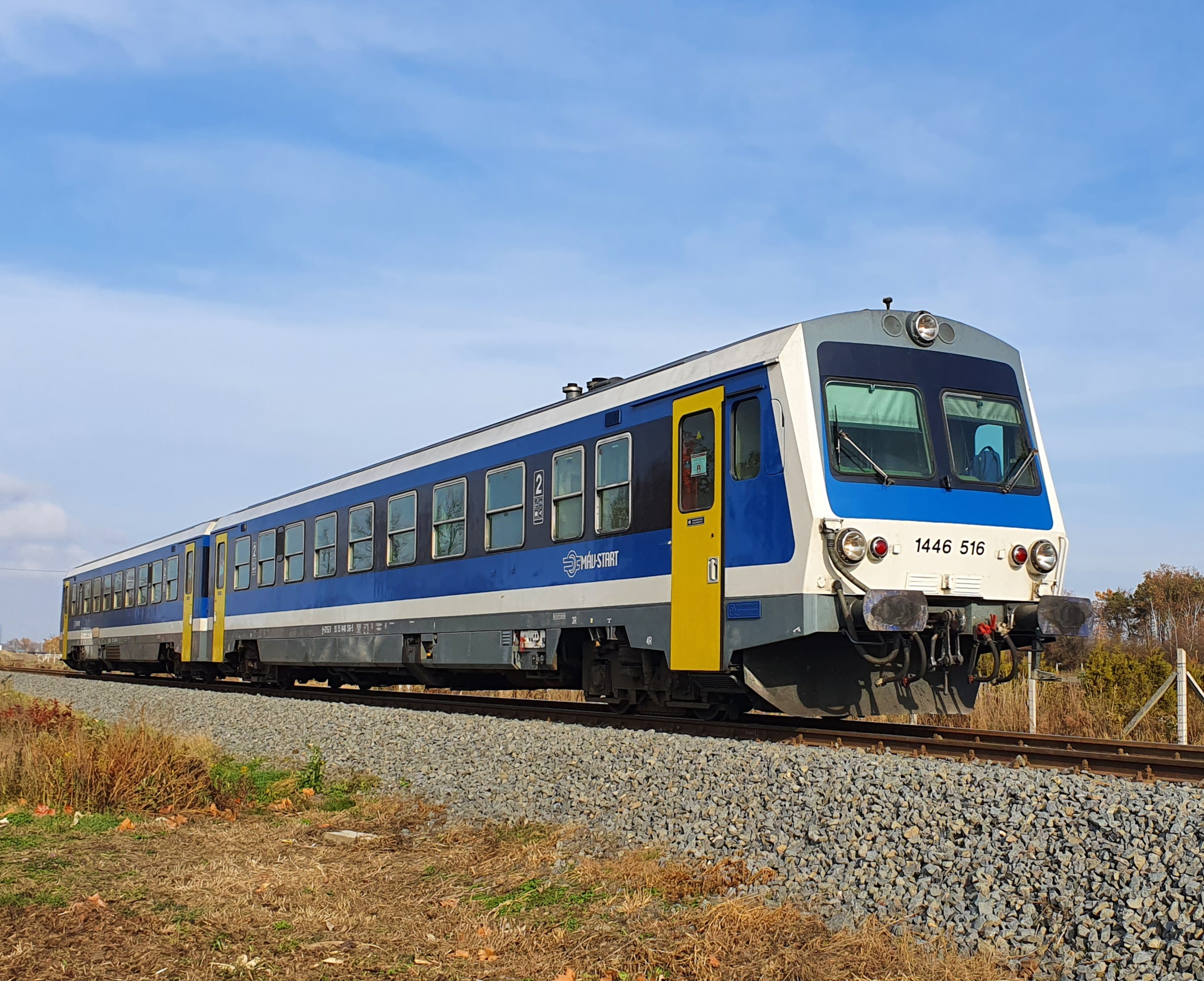
2021-ben a 18-as vonalon Gyöngyösfalunál

## Fordítás
A szócikk jelentős részben az ÖBB 5047 és ÖBB 5147 című, német nyelvű Wikipédia szócikkek fordításán alapul.